# Carl Hoefkens
Carl Hoefkens, född 6 oktober 1978 i Lier, är en belgisk före detta fotbollsspelare (försvarare) som efter spelarkarriären fortsatt som fotbollstränare. Han avslutade sin spelarkarriär 2016 och har haft uppdrag som tränare sedan 2018. I maj 2022 skrev han på ett kontrakt som huvudtränare för Club Brugge, en klubb som han tidigare även har spelat för, från 2009 till 2013.
Hoefkens spelade som högerback/mittback för det belgiska landslaget 1999-2008. Han gjorde 22 matcher och ett mål. Innan dess, från 1993 till 1999, spelade han i Belgiens ungdomslandslag.